# Tvornica računskih strojeva Zagreb
Tvornica računskih strojeva Zagreb ili TRS ime je hrvatske tvrtke koja je proizvodila mjerne instrumente za medicinu, računske strojeve, kalkulatore, totalizatore, mini računala, mikroračunala, terminale, pisače i ostalu računalnu opremu. Ova tvrtka danas ne postoji, ali jedna je od pionirskih tvrtki u računarstvu. Prostor prijašnje tvornice sada se koristi za koncerte i okupljanja.
Društveno poduzeće Tvornica računskih strojeva osnovano je, Rješenjem Vlade Narodne Republike Hrvatske, 25. ožujka 1948. Davor Grünwald, prvi školovani industrijski dizajner u Hrvatskoj i uopće tadašnjoj socijalističkoj Jugoslaviji, radio je za TRS.
Trgovačko društvo danas je u većinskom (50,7%) vlasništvu Borke Bosiljevac, posluje pod drugim nazivom (Reinhart B.B. d.o.o.) i ne bavi se prvotnom djelatnošću.

## Proizvodi
- Mehanički računski strojevi 
  - Mod 1 (Model 1), proizvodio se od 1949. godine
  - Mod 3 (Model 3), proizvodio se do 1955. godine
  - Mod 5 (Model 5), proizvodio se od 1955.-1960. godine
  - Ne može se sa sigurnošću tvrditi da li su postojali i Mod 2 i Mod 4, jer je kompletan arhiv, zapisnik tvornice i skladište nakon likvidacije 1992. godine odveženo kamionima na otpad
  - Calcorex (model F330) - (u Njemačkoj su se prodavali pod imenom Kling), male estetske promjene u odnosu na Mod 5
  - Kling F330
  - Calcorex Zagreb
  - Calcorex Model 403, proizvodio se od 1969. do polovice sedamdesetih (dizajnirao Davor Grünwald)
- Elektronički računski strojevi
  - Kalkulator CYPHON (1974.)[2]
- Mini računala
  - TRS 701 (Intel 4004)
  - TRS 702
  - TRS 901
- Osobna računala
  - TRS 703
  - TRS 713
  - TRS 716
- Knjigovodstvena računala
  - TRS 611
  - TRS 711
- Pisači
  - TRS-615
  - TRS-8250 J
  - TRS-825
  - Serijski matrični pisač TRS 835 (IMPULS 7036)
  - Univerzalni bankovni pisač TRS 855
- Medicinski strojevi
  - TRS-glucotest reflectometer
- Videoterminali
  - TRS-828
  - TRS 838 (asinkroni)

## Zanimljivosti
U reklamnim kampanjama sredinom 1980-tih, TRS se reklamirao da slova znače "Tako Reći Super"

## Vanjske poveznice
Internetska stranica sa slikama Calcorex strojeva 
- http://www.rechenmaschinen-illustrated.com/pictures_1951.htm,
- http://www.gschwaninger.de/hobbies/hp/adamriese/rechenmaschine.html